# Muhrada
Muhrada (en árabe: محردة‎ Maḥarda, también conocida como Mhardeh o Mharde), es una ciudad del norte de Siria, parte administrativamente de la gobernación de Hama y localizada a unos 23 kilómetros al noroeste de Hama. La ciudad es la capital del distrito de Muhrada, uno de los cinco distritos de la gobernación, y del subdistrito de Muhrada (nahiyah), que contiene 21 localidades.
Muhrada se encuentra junto al Río Orontes, cerca de la llanura de Al-Ghab. Algunas localidades cercanas incluyen Halfaya y Teibat al-Imam hacia el este, Jitab hacia el sureste, Maarzaf hacia el sur, Asila y Yub Ramla hacia el suroeste, Shaizar, Safsafiya, Tremse y Kafr Hud hacia el oeste y Kafr Zita y al-Latamina hacia el norte.
Los habitantes de Muhrada trabajan principalmente en la agricultura, la industria y el comercio. El nivel educativo de la población es alto. El clima en la ciudad es templado en verano, y en invierno pueden verse nevadas ocasionalmente.
El río Orontes fue represado recientemente 3 kilómetros más al norte, y la Presa de Muhrada, en la llanura de Al-Ghab, se usa para generar energía hidroeléctrica.[cita requerida]

## Historia
Muhrada se remonta al Período helenístico de Apamea y el resto arqueológico más destacable de este periodo es un templo antiguo con puertas de piedra y columnas con capiteles corintios, que fue transformado más tarde en una iglesia.[cita requerida]
Muhrada es la ciudad más cercana a Tremse, donde ocurrió una batalla y presunta masacre el 12 de julio de 2012. Además, un terrorista suicida mató a tres civiles y un oficial de seguridad en Muhrada el 14 de julio.

## Demografía
En 2004, según el censo de la Oficina Central de Estadísticas de Siria (CBS), Muhrada tenía una población de 17.578 habitantes. Además, la población total del subdistrito era de 80.165 habitantes. En 2010 se estimó que su población era de 22.442 habitantes. Sus habitantes son predominantemente cristianos.

## Personajes ilustres
- Ghada Shouaa (1972 - ). Deportista. Primera atleta siria en ganar una medalla de oro en los Juegos Olímpicos.
- Patriarca Ignacio IV de Antioquía (1920 - 2012)